# Gastria
Gastria (in greco Γαστριά?; in turco: Kalecik) è un villaggio situato sulla penisola del Karpas dell'isola mediterranea di Cipro, de facto nel distretto di İskele della Repubblica Turca di Cipro del Nord, mentre de iure appartiene al distretto di Famagosta della Repubblica di Cipro.

## Geografia fisica
Il villaggio si trova sulla costa sudoccidentale della penisola del Karpas, sulla riva settentrionale della baia di Famagosta.

## Storia
Nel 1210, i Templari si stabilirono a Gastria. Nel 1279, il re Ugo III di Lusignano distrusse tutti gli edifici templari a causa del loro sostegno a Carlo I d'Angiò. Nel 1312 o 1313, i Cavalieri di San Giovanni si impadronirono del castello dopo lo scioglimento dell'ordine dei Templari. Tra le rovine del castello dei Cavalieri di San Giovanni, sono stati trovati resti di mura che vengono attribuiti alle più antiche fortificazioni templari.

## Monumenti e luoghi di interesse

### Architetture militari
Vicino al villaggio moderno si trovano le rovine di un castello templare con lo stesso nome. Il castello si trova su uno sperone roccioso sul bordo settentrionale della baia di Famagosta; oggi ne rimangono solo pochi resti.

## Economia

### Industria
A Kalecik è situata una centrale a olio combustibile con potenza installata di 153 MW. Nel 2022 essa era in grado di fornire quasi il 50% del fabbisogno di energia della RTNC.